# Gulgrön blombagge
Gulgrön blombagge (Chrysanthia geniculata) är en skalbaggsart som beskrevs av Lucas Friedrich Julius Dominikus von Heyden 1877. Gulgrön blombagge ingår i släktet Chrysanthia, och familjen blombaggar. Arten är reproducerande i Sverige.

## Bildgalleri

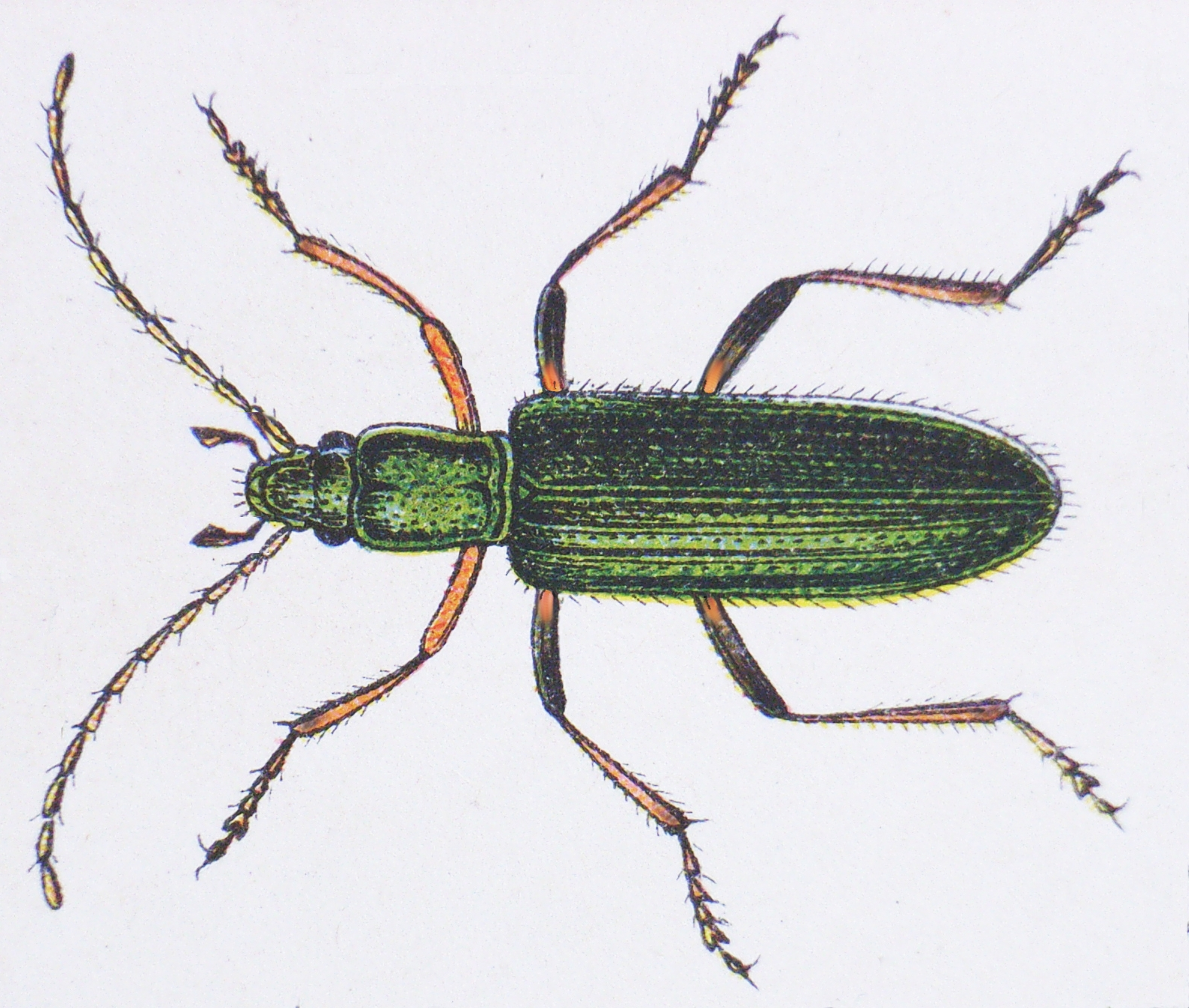
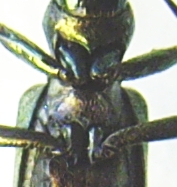
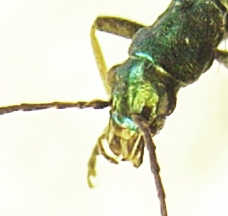
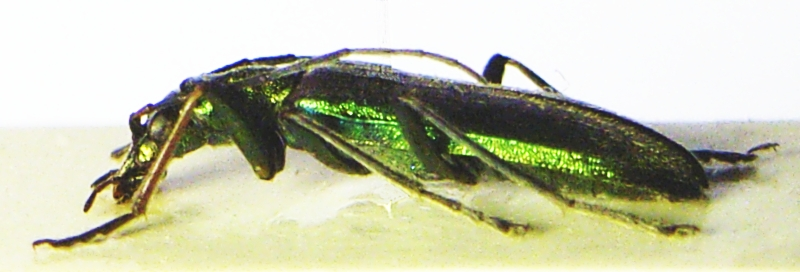